# Neville Marriner

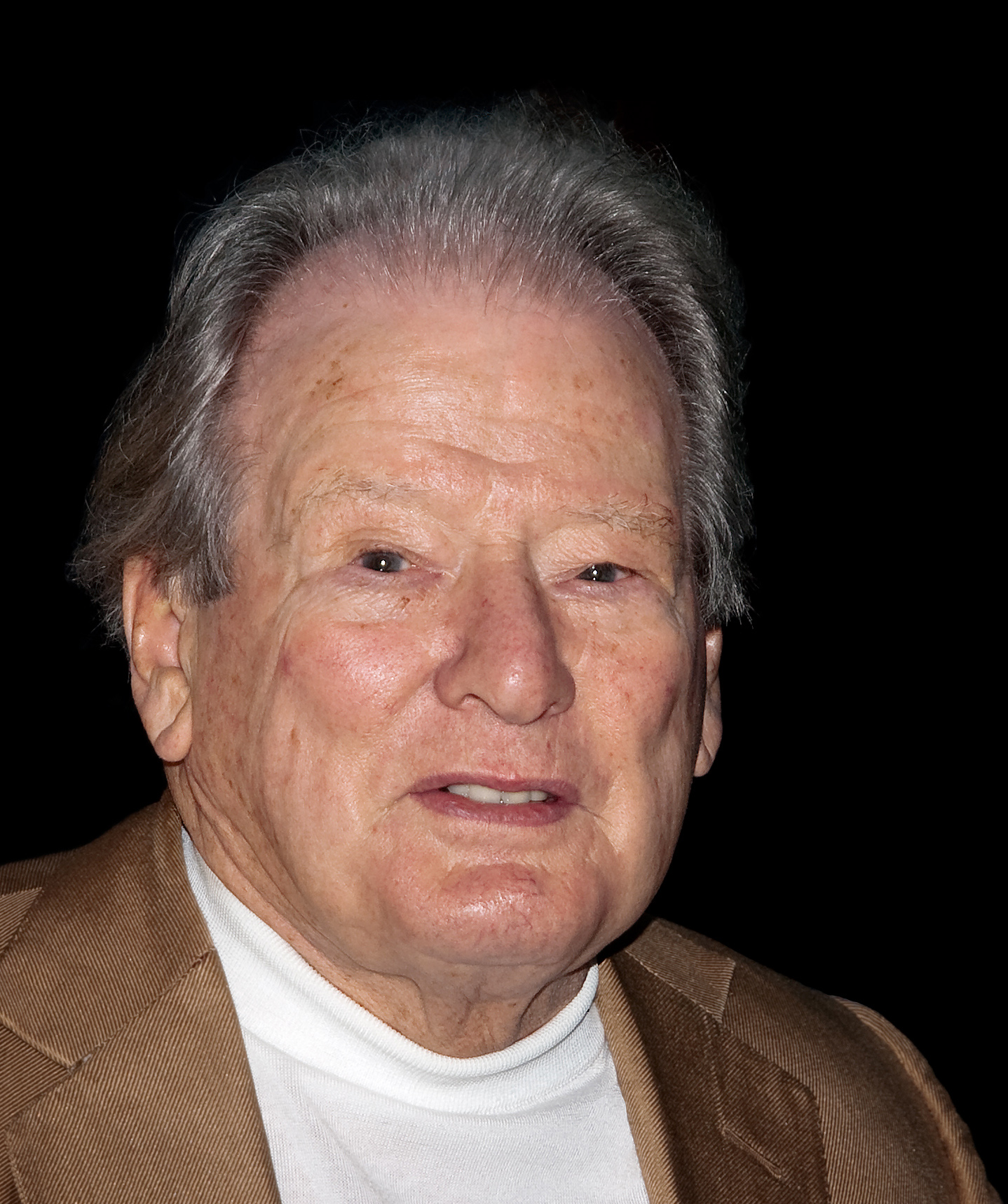
Neville Marriner

Neville Marriner, född 15 april 1924 i Lincoln, Lincolnshire, död 2 oktober 2016, var en brittisk dirigent och violinist.
Marriner studerade vid Royal College of Music och Conservatoire de Paris. Han spelade fiol i Philharmonia och London Symphony Orchestra och grundade The Jacobean Ensemble tillsammans med Thurston Dart innan han flyttade till Hancock, Maine i USA för att studera dirigering för Pierre Monteux.
1956 grundade han Academy of St Martin in the Fields och har med den orkestern gjort många inspelningar. Han dirigerade Minnesota Orchestra mellan 1979 och 1986 och Radio-Sinfonieorchester Stuttgart hos Süddeutscher Rundfunk från 1986 till 1989. Han adlades 1985.
Marriner har dirigerat all slags repertoar, men är särskilt känd som uttolkare av barockmusik. Han valde ut och arrangerade musiken till filmen Amadeus och övervakade inspelningen av musiken i sin egenskap av chef för Academy of St Martin in the Fields.